# Shauna
Shauna ist ein weiblicher Vorname.

## Herkunft und Bedeutung
Shauna ist die weibliche Form des Namens Shaun, der wiederum eine englische Form von Seán ist. Seán ist eine irische Form des Namens Johann oder Johannes. Shauna kann also als eine Form von Johanna gelten (Details siehe dort).

## Varianten
- Seana
- Shawna

## Namensträgerinnen
- Shauna Coxsey (* 1993), britische Sportkletterin
- Shauna Grant (1963–1984), US-amerikanische Pornodarstellerin
- Shauna Kavanagh (* 1992), irische Cricketspielerin
- Shauna MacDonald (* 1970), kanadische Filmschauspielerin
- Shauna Macdonald (* 1981), britische Schauspielerin
- Shauna McKenzie (* 1983), jamaikanische Musikerin, siehe Etana (Musikerin)
- Shauna Mullin (* 1984), britische Volleyballspielerin
- Shauna O’Brien (Schauspielerin) (* 1970), US-amerikanische Schauspielerin und Model
- Shauna Rae (* 1999), US-amerikanische Reality-TV-Teilnehmerin, Schauspielerin und Webvideoproduzentin
- Shauna Rohbock (* 1977), US-amerikanische Bobfahrerin und Fußballspielerin
- Shauna Rolston (* 1967), kanadische Cellistin
- Shauna Sand (* 1971), US-amerikanische Schauspielerin, Model und Erotikdarstellerin

## Nachweise
1. ↑  https://www.behindthename.com/name/shauna